# ولسوالی چارکنت
چارکنت یکی از ولسوالی‌های ولایت بلخ در جنوب خاوری افغانستان است  اکثر مردم این ولسوالی را هزاره‌ها تشکیل می‌دهند و ۵۰،۰۰۰ جمعیت دارد. بخشداری در منطقه شار شار ولسوالی چارکنت قرار دارد. مساحت ولسوای ۱۳۵۷ کیلومتر مربع (۵۲۴ مایل مربع) است.